# Cassiagummi
Cassiagummi ist ein Lebensmittelzusatzstoff, der in der Europäischen Union als E 427 gekennzeichnet ist. Dieses Naturprodukt wird vor allem für Milch- und Fleischprodukte verwendet.

## Eigenschaften

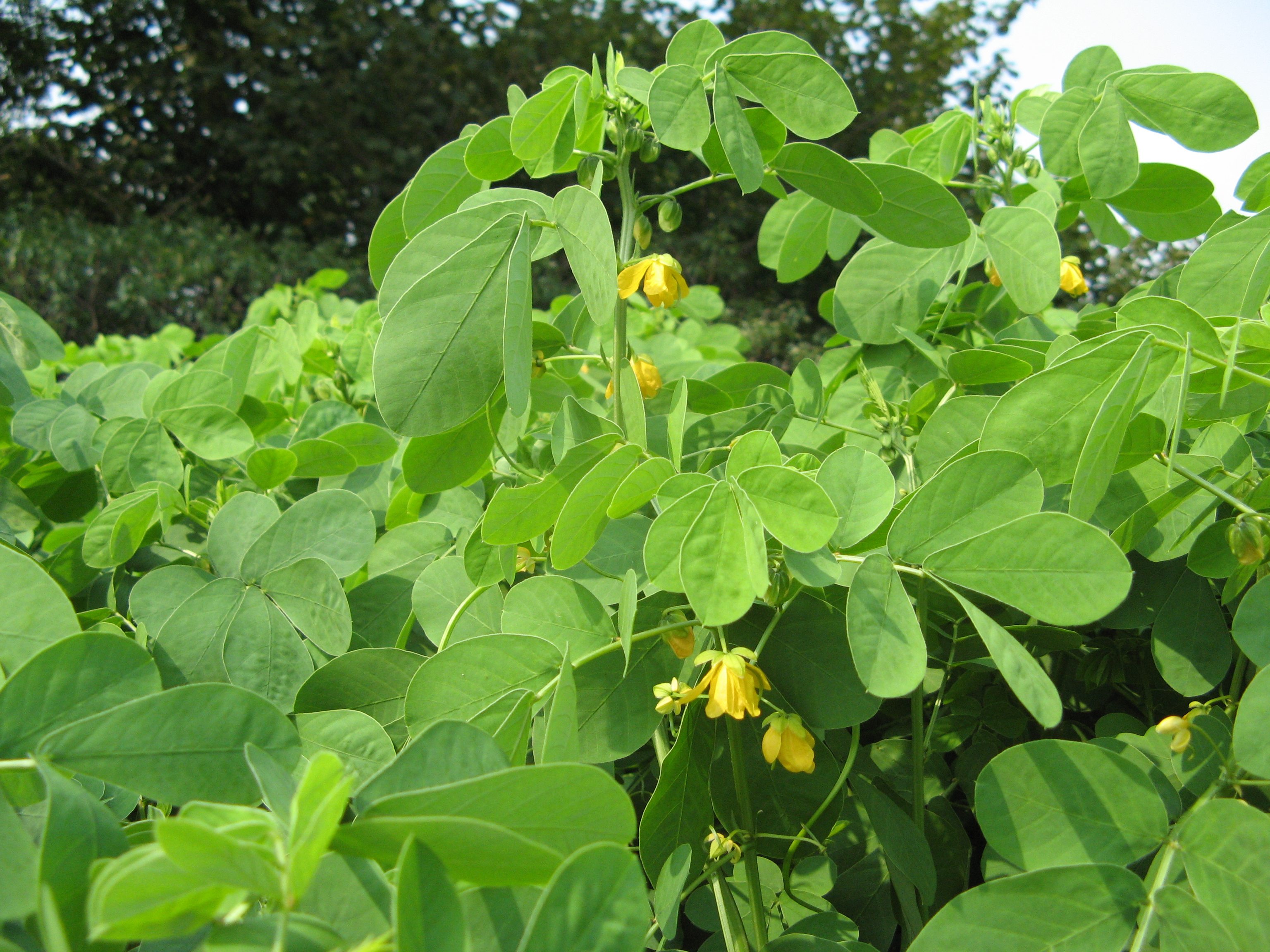
Cassia obtusifolia

Als Cassiagummi wird das vermahlene Endosperm der Samen von Hülsenfrüchten wie Cassia tora und Cassia obtusifolia bezeichnet, welches durch eine Extraktion mit Propan-2-ol gereinigt wird. Es besteht hauptsächlich aus linearen Ketten von Polysacchariden. Dabei beträgt das Verhältnis von Mannose zu Galactose etwa 5:1. Beim Cassiagummi handelt es sich um ein geruchloses, blassgelb bis cremefarbenes Pulver. Es ist gut in kaltem Wasser löslich und bildet kolloidale Lösungen. Die CAS-Nummer dieses Naturstoffes lautet 51434-18-5.

## Verwendung
Cassigummi wird als Emulgator, Stabilisator, Verdickungsmittel und Geliermittel für aromatisierte fermentierte Milchprodukte sowie für Schmelzkäse, Tütensuppen und Soßen verwendet. Zudem kommt es bei Füllungen und Überzügen von feinen Backwaren und Desserts zum Einsatz. In der Fleischindustrie wird es für wärmebehandelte Fleischerzeugnisse genutzt.

## Rechtliche Situation
In der Europäischen Union sind die Lebensmittelzusatzstoffe gemäß dem Anhang II der Verordnung (EG) Nr. 1333/2008 (Stand August 2021) sowie in der Schweiz, gemäß der Zusatzstoffverordnung (ZuV) (Stand: Juli 2020) aufgelistet. Dieser Zusatzstoff ist in der Europäischen Union nur für einige Lebensmittel zugelassen, zudem gelten für die Verwendung von Cassiagummi Höchstmengenbeschränkungen. So dürfen beispielsweise bei der Herstellung von Schmelzkäse 2,5 Gramm des Zusatzstoffes pro Kilogramm Lebensmittel verwendet werden, bei Fleischerzeugnissen sind es jedoch nur 1,5 Gramm pro Kilogramm.